# 小行星20283
小行星20283（20283 Elizaheller）是一颗绕太阳运转的小行星，为主小行星带小行星。该小行星于1998年3月发现。

## 轨道参数
小行星20283的轨道半长轴为2.5697534 UA，离心率为0.183。